# Os Arrais
Os Arrais é uma dupla brasileira de indie folk, composta pelos irmãos Tiago e André Arrais. Ambos são pastores da Igreja Adventista do Sétimo Dia. Utilizando-se de temáticas cristãs, a banda tornou-se notória em 2013, com o seu segundo disco Mais, que recebeu avaliações favoráveis da mídia especializada. Através do disco, a dupla foi indicada ao prêmio Troféu Promessas na categoria Revelação.
Além da ligação entre o nome da banda e o sobrenome dos integrantes, Os Arrais acreditam haver uma significância maior na palavra "Arrais", que, de acordo com o dicionário, significa "condutores de pequenas embarcações". E essa conotação fica evidente e explicita na temática do Álbum Mais, que apresenta várias composições apontando para essa temática de sentimentos "oceânicos". Assim como nos trechos poéticos que são narrados antes de suas músicas em diversos clipes de suas canções.
Em 2018, com o lançamento do EP "como, então, viveremos?", findaram uma narrativa sobre sua vida pessoal, que teve início no ano de 2013 com o lançamento do álbum Mais, continuada em 2015 e 2017 com os EP's "As Paisagens Conhecidas" e "Rastros e Trilha", respectivamente.
Tiago Arrais é Dr. (PhD) Em Antigo Testamento e Filosofia pela Andrews University, universidade situada em Berrien Springs, nos Estados Unidos. Além de pastor, Tiago é professor universitário no Centro Universitário Adventista de São Paulo.
André Arrais, formado em Direito e com Mestrado (MDiv) em Teologia, vive atualmente na cidade de Albuquerque no Novo México, onde é pastor de duas igrejas.
Os integrantes da banda também são compositores de algumas músicas gravadas por Leonardo Gonçalves.
Segundo uma matéria da Billboard Brasil publicada dia 5 de Janeiro de 2024, A dupla se separou em 2022 e não encontra-se mais em atividade, embora nada oficial tenha sido dito por nenhum dos irmãos até o presente momento.
Segue trecho da matéria onde Tiago Arrais declara que está desencorajado em continuar no meio gospel:
"Com a dissolução do duo Os Arrais, em 2022, o cantor, então com 35 anos, lançou “Canções de Amor”. No álbum, discute temas existencialistas mais voltados para o mercado secular, ou seja, gêneros fora do gospel, que o consagrou. “Estou cada vez mais desencorajado pela forma com que a música de hoje em dia é oferecida. Os artistas precisam ficar se expondo toda hora. Parece que o cantor tem que ser mais interessante do que a arte que ele faz”, desabafa."

## Discografia
- 2008: Introdução
- 2013: Mais
- 2015: As Paisagens Conhecidas
- 2017: Rastros e Trilha
- 2018: Como, Então, Viveremos?
- 2020: Guerra e Paz (Ao Vivo)